# Mario Davidovsky
Mario Davidovsky (født 4. marts 1934 i Médanos, Argentina - død 23. august 2019 i New York City, New York, USA) var en argentinsk/amerikansk komponist, dirigent, violinist og lærer.
Davidovsky studerede violin som barn, men slog over i komposition, og studerede på Universitetet i Buenos Aires, og studerede også hos Aaron Copland og Milton Babbitt. På Coplands opfordring flyttede Davidovsky til New York City (1960), hvor han blev dirigent for Columbia-Princeton Electronic Music Center, hvor han også senere var professor i musik og komposition, som han ligeledes også blev senere igen på Harvard Universitet. Han har skrevet orkesterværker, kammermusik, elektroniskeværker, strygerkvartetter, koncertmusik, etc.

## Udvalgte værker
- 12 Synchronisms (1962-2006) - for elektronisk bånd og orkester
- Koncert (1954) - for slagtøj og strygere
- Divertimento (1984) - for cello og orkester
- Koncertino (1995) - for violin og kammerorkester
- Shulamits Drøm (1993) - for sopran og orkester
- Koncertante (1990) - for strygekvartet og orkester